# Cristina Mundet i Benito
Cristina Mundet i Benito (Girona, 1971) és una política catalana, alcaldessa de Vilobí d'Onyar des del 2015.
Llicenciada en veterinària, és propietària d'una empresa dedicada a la gestió mediambiental especialitzada en residus especials. Ha estat secretària de l'AMPA de l'Escola Josep Madrenys de Vilobí d'Onyar, coordinadora de l'ANC al municipi i membre de la coordinadora de l'ANC a la comarca de La Selva.
En les eleccions municipals del 2015 es va presentar per primera vegada com a cap de llista del GMI-IdSelva (Grup Municipal Independent), que forma part de la coalició de partits municipalistes Independents de la Selva. La formació va obtenir 886 vots (52,43%) i 6 regidors (dels 11 que hi ha al ple). Mundet es va presentar de nou com a cap de llista a les eleccions municipals del 2019. En aquesta ocasió, la formació va obtenir 973 vots (53,11%) i 7 regidors. Des del setembre del 2019 forma part de la Comissió Executiva (és vocal) de l'Associació de Municipis per la Independència.